# Svartbäckfjärden, Borgå
Svartbäckfjärden är en fjärd i Finland. Den ligger i landskapet Nyland, i den södra delen av landet, 40 km öster om huvudstaden Helsingfors.